# Herrschaft Asch
Die Herrschaft Asch in Aš (deutsch Asch), heute eine Stadt im Okres Cheb in der Tschechischen Republik, gehörte ursprünglich zum Reichsland Eger. 
Erste nachweisbare Lehensherren des Gebietes um Asch waren die Vögte von Weida. Im Jahr 1281 übergab der römisch-deutsche König Rudolf I. den Vögten von Weida das Gebiet als Reichslehen, das 1331 an den böhmischen König Johann von Luxemburg verkauft wurde. Weitere Lehensträger folgten. 1394 starb Konrad von Neuberg ohne männliche Nachkommen. Durch die Heirat seiner Tochter Hedwig von Neuberg mit Konrad von Zedtwitz kam die Herrschaft Asch mit 14 Dörfern 1400 in den Besitz der Herren von Zedtwitz. Im Jahr 1557 wurde die Herrschaft Asch durch Ferdinand I. ein reichsunmittelbares Lehen des Königreichs Böhmen.
Am 16. Dezember 1774 wurde die Herrschaft Asch von Erzherzogin Maria Theresia in ihrer Eigenschaft als Königin von Böhmen nach langem Widerstand der Herren von Zedtwitz mediatisiert. Dadurch verlor das Ascher Ländchen seine Unabhängigkeit und wurde 1806 in die Länder der Böhmischen Krone eingegliedert.
Auf dem Schlossberg von Asch (inmitten einer Parkanlage) befinden sich noch heute geringe Reste der abgegangenen Burg Asch.